# فرقة بانزر الإحتياطية 273 (الفيرماخت)

فرقة بانزر الاحتياطية 273 قوات إحتياط ألمانية بحجم فرقة. بعد معركة كورسك، تم استخدام الفرقة بانزر الاحتياطية 273 الألمانية لزيادة فرقة بانزر الحادية عشرة ، في حين تم تحويل قواتهم المتبقية إلى الجبهة الإيطالية.

## قائمة المراجع
- Mitcham، Samuel W. (2000). The Panzer Legions. Mechanicsburg: Stackpole Books. ISBN:978-0-8117-3353-3.
- Tessin، Georg (1974). Die Landstreitkräfte 201—280. Frankfurt/Main: E.S. Mittler. ج. 8. ص. 312–313. {{استشهاد بكتاب}}: تجاهل المحلل الوسيط |عمل= (مساعدة)